# Duplachionaspis circularis
Duplachionaspis circularis är en insektsart som beskrevs av Abraham Munting 1977. Duplachionaspis circularis ingår i släktet Duplachionaspis och familjen pansarsköldlöss. Inga underarter finns listade i Catalogue of Life.